# دوحه (کویت)
دوحه یک منطقهٔ مسکونی در کویت است که در استان عاصمه واقع شده‌است. دوحه ۲۲٬۰۴۷ نفر جمعیت دارد و ۹ متر بالاتر از سطح دریا واقع شده‌است.